# William Smith (juge)
Pour les articles homonymes, voir William Smith et Smith.
William Smith, né le 18 juin 1728 à New York et mort le 6 décembre 1793 à Québec, est un juriste britannique. Loyaliste de la révolution américaine, il est juge en chef de la province de New York de 1780 à 1783 puis juge en chef de la province de Québec puis du Bas-Canada de 1786 jusqu'à sa mort en 1793.

## Biographie

### Carrière
Né à New York d'un père avocat, il étudie à l'Université Yale. Après avoir gradué en 1745, il effectue sa cléricature auprès de son père avant d'être reçu avocat en octobre 1750. En 1767, il devient membre du Conseil de la colonie de New York en remplacement de son père.
En 1778, il se range du côté des Loyalistes durant la révolution américaine. Il est nommé juge en chef de la province de New York au printemps 1780. La révolution le pousse à quitter en décembre 1783 pour l'Angleterre. Il arrive à Québec le 23 octobre 1786. Il est assermenté juge en chef de la province de Québec le 2 novembre 1786. Il devient en même temps membre du Conseil pour les affaires de la province de Québec.
Smith souhaitait l'union des colonies britanniques en Amérique du Nord. C'est cependant le contraire qui arrive, lorsque la province de Québec est séparée en deux. Il conserve son poste de juge en chef, mais uniquement pour la province du Bas-Canada. Il est nommé membre du Conseil exécutif du Bas-Canada le 16 septembre 1791, puis membre du Conseil législatif du Bas-Canada lors de sa création en 1792. Il est le premier à présider ce conseil, du 15 décembre 1792 jusqu'à son décès

### Vie privée
Il épouse Janet Livingston le 3 novembre 1752. Sa fille Harriet épousera Jonathan Sewell.

## Œuvres
- 1752 : Laws of New-York from the year 1691 to 1751, inclusive (avec William Livingston)
- 1757 : The history of the province of New-York, from the first discovery to the year M.DCC. XXXII.
- 1757 : A review of the military operations in North-America ; from the commencement of the French hostilities on the frontier of Virginia in 1753, to the surrender of Oswego, on the 14th of August, 1756
- 1762 : Laws of New-York from the 11th Nov. 1752, to 22d May 1762 (avec William Livingston)
- 1826 : Continuation of the history of the province of New York, to the appointment of Governor Colden, in 1762